# 马西森 (科罗拉多州)
马西森（英語：Matheson）是美国科羅拉多州艾伯特縣的一个非建制地區和邮政投递点。马西森的邮政编码为80830。